# Premio de la Crítica de Castilla y León
El Premio de la Crítica de Castilla y León es un Premio literario anual que se concede al mejor libro de autor castellanoleonés. Lo organiza el Instituto Castellano y Leonés de la Lengua. El jurado está formado por personalidades de los medios periodísticos y universitarios de la región que proponen a los autores participantes. Se concedió por primera vez en el año 2003; en las primeras diez ediciones, el fallo del jurado tuvo lugar en Salamanca, a partir de la undécima y hasta la decimoctava en Ávila.En el año 2021, el fallo fue telemático, debido a la Pandemia de COVID-19. En el año 2022, no se convocó por decisión de la Consejería de Cultura. A partir de la vigésima edición, el premio se falló en el Palacio de la Isla de Burgos.
El acto solemne de entrega del Premio tiene lugar durante la Feria del Libro de Valladolid. En las diferentes ediciones han resultado premiadas obras de Luciano González Egido, Antonio Gamoneda, Raúl Guerra Garrido, Óscar Esquivias, Adolfo García Ortega, Juan Manuel de Prada, Luis Mateo Díez, Abel Hernández, Javier Villán, Antonio Colinas, Olegario González de Cardedal, José María Merino, José Antonio Abella, Fermín Herrero, José Manuel de la Huerga, Ángel Vallecillo, José Luis Cancho, Tomás Sánchez Santiago, José Luis Alonso de Santos, Pablo Andrés Escapa, Pilar Fraile, Violeta Gil, Alejandro Cuevas, Amalia Iglesias y Rubén Abella. 
Juan Manuel de Prada ha sido el único autor en ganarlo en dos ocasiones (2008 y 2016). En cuatro convocatorias (2012, 2018, 2020, 2024) hubo un empate en la votación del jurado y dos obras se consideraron, en cada ocasión, como ganadoras ex aequo. Hasta la XIX edición, en 2021, el premio no recayó en una obra escrita por una mujer (Pilar Fraile).

## I Edición (2003)
La obra ganadora fue La piel del tiempo de Luciano González Egido.

## II Edición (2004)
La obra ganadora fue Arden las pérdidas de Antonio Gamoneda.
Entre las finalistas se encontraban las siguientes obras: El Heredero de José María Merino, Volver al mundo de José Ángel González Sainz, La vida invisible de Juan Manuel de Prada, Pequeño manual de las madres del mundo de Gustavo Martín Garzo, Garcilaso de la Vega de Esperanza Ortega.

## III Edición (2005)
La obra ganadora fue La Gran Vía es Nueva York de Raúl Guerra Garrido.

## IV Edición (2006)
La obra ganadora fue Inquietud en el Paraíso de Óscar Esquivias.
Entre los finalistas estaban El fulgor de la pobreza de Luis Mateo Díez, El quiosco de los helados de Ramón García Domínguez, Cuentos del libro de la noche José María Merino, Ángeles del abismo de Jesús Ferrero y La casa del poema de José Manuel de la Huerga.

## V Edición (2007)
La obra ganadora fue Autómata de Adolfo García Ortega.
Los finalistas fueron La mitad del cielo de Juan Pedro Aparicio, Leyendo en las piedras de Antonio Colinas, La piedra en el corazón de Luis Mateo Díez, El vuelo del milano de Francisco Flecha, Pasión. Farsa crítica de Agustín García Calvo, Calle del Paraíso de Gustavo Martín Garzo, Estación lactante de Ricardo Ruiz Nebreda, Muertes paralelas de Fernando Sánchez Dragó, Rastros de nadie de Francisco Solano, El don médico de sí de Luis Carlos Tejerizo, El rastro de la ficción de Tomas Val.

## VI Edición (2008)
La obra ganadora fue El séptimo velo de Juan Manuel de Prada.

## VII Edición (2009)
La obra ganadora fue Los frutos de la niebla de Luis Mateo Díez.
Los finalistas fueron Desiertos de la luz de Antonio Colinas; La chica de la bolsa de peces de colores de Eduardo Fraile, El manuscrito de piedra de Luis García Jambrina, La razón mediadora. Filosofía y piedad en María Zambrano de Mercedes Gómez Blesa; Historia de la Alcarama de Abel Hernández; El jardín dorado de Gustavo Martín Garzo; Bajo el cielo de Salamanca de Isabel Muñoz, El color de la noche de José María Muñoz Quirós y Nudo de sangre de Agustín Sánchez Vidal.

## VIII Edición (2010)
La obra ganadora fue El caballo de cartón de Abel Hernández.
Los finalistas fueron Otras islas de Manuel de Lope, La sima de José María Merino, La carta cerrada de Gustavo Martín Garzo, El paladar a la intemperie de Antonio Sánchez Zamarreño, Jardín perdido. La aventura vital de los Panero de Andrés Martínez Oria, Cuba más allá de Fidel de Jorge Moreta, De la letra menuda de Fermín Herrero, Modernas y vanguardistas. Mujer y democracia en la II República de Mercedes Gómez Blesa y Las cosas como eran de Esperanza Ortega.

## IX Edición (2011)
La obra ganadora fue Aquelarre de sombras de Javier Villán.
Los finalistas fueron El número de la Bella de Emilio Pascual, Los ojos de los peces de Rubén Abella, Curación de Ana Merino, El prisionero de la avenida Lexington de Gonzalo Calcedo, Tan cerca del aire de Gustavo Martín Garzo, Cartografía del verbo de Carlos Contreras Elvira, Ojos que no ven de José Ángel González Sainz, Balada de las noches bravas de Jesús Ferrero y El manuscrito de nieve de Luis García Jambrina.

## X Edición (2012)
Los libros ganadores, ex aequo, fueron El laberinto invisible de Antonio Colinas y El rostro de Cristo de Olegario González de Cardedal. Fue la primera vez en la historia del premio en la que se daba un empate técnico que obligaba a compartirlo.
El resto de finalistas fueron los poetas José Gutiérrez Román con Los pies del horizonte; Carlos Contreras Elvira con El eco anticipado; Fermín Herrero con Tempero y Mauricio Herrero con La presencia invisible de la luz; los narradores Tomás Val con Cuentos del desamparo, Alberto Olmos con Ejército enemigo, José María Merino con El libro de las horas contadas, José Manuel de la Huerga con Apuntes de medicina interna y Rubén Abella con Baruc en el río.

## XI Edición (2013)
El libro ganador fue El río del edén de José María Merino.
Los finalistas fueron el dramaturgo José Luis Alonso de Santos, con Los conserjes de San Felipe; los poetas Luis Javier Moreno, con Figuras de la fábula y Antonio Gamoneda, con Canción errónea; los narradores Enriqueta Antolín, por Qué escribes, Pamela; Jesús Ferrero, por El hijo de Brian Jones; Julio Izquierdo, por Boa morte; Juan Manuel de Prada por Me hallará la muerte; Gustavo Martín Garzo, con Y que se duerma el mar, y Alejandro M. Gallo, con Morir bajo dos banderas.

## XII Edición (2014)
La novela ganadora fue La sonrisa robada de José Antonio Abella.
Los finalistas fueron Juan Pedro Aparicio con Nuestros hijos volarán con el siglo; Julio Llamazares con Las lágrimas de San Lorenzo; José Manuel de la Huerga con Solitarios; Moisés Pascual Pozas con Vidas de tinta; Eduardo Fraile con Retrato de la soledad; Luis Javier Moreno con Estado y sitio; Agustín Remesal con Por tierras de Portugal. Un viaje con Unamuno y Francisco Rodríguez Adrados con El río de la literatura. De Sumeria y Homero a Shakespeare y Cervantes.

## XIII Edición (2015)
El ganador fue el libro de poemas La gratitud de Fermín Herrero.
Los finalistas fueron Gustavo Martín Garzo con la novela La puerta de los pájaros (Impedimenta), J. Á. González Sainz con el libro de cuentos El viento en las hojas (Anagrama), Luciano González Egido con la novela Tierra violenta (Tusquets), Carlos Contreras Elvira con el documental escénico Rukeli (Centro de Documentación Teatral), Pablo Andrés Escapa con los cuentos de Mientras nieva sobre el mar (Páginas de Espuma), Alberto Olmos con la novela Alabanza (Random House Mondadori), Eduardo Fraile con el poemario In memoriam (Tansonville), Fermín Herrero con el poemario La gratitud (Visor) y Tomás Sánchez Santiago con La vida mitigada (Eola).

## XIV Edición (2016)
Fallado en Ávila, la obra ganadora fue El castillo de diamante (Espasa) de Juan Manuel de Prada, quien se convirtió en el primer autor en obtener dos veces este premio.
Los finalistas fueron Gonzalo Calcedo con Las inglesas (Menoscuarto), Miguel Casado con El sentimiento de la vista (Tusquets), Juan Antonio González Iglesias con Confiado (Visor), José Jiménez Lozano y Teófanes Egido con Sobre Teresa de Jesús (Junta de Castilla y León), Julio Llamazares con Distintas formas de mirar el agua (Alfaguara), Gustavo Martín Garzo con Donde no estás (Destino), Elena Santiago con Nunca el olvido (Letras en la nube), Andrés Sorel con …Y todo lo que es misterio (Akal) y José C. Vales con Cabaret Biarritz (Destino).

### Polémica
El escritor leonés Julio Llamazares, una vez que se hizo pública la lista de finalistas, emitió un comunicado solicitando su exclusión de los candidatos y anunciando que, en caso de recibir el premio, lo rechazaría.

## XV Edición (2017)
El ganador fue el escritor José Manuel de la Huerga por su novela Pasos en la piedra (Menoscuarto).
Los finalistas fueron José Luis Alonso de Santos por Microteatro (Ediciones Irreverentes); Antonio Colinas por Memorias del estanque (Siruela); Óscar Esquivias por Andarás perdido por el mundo (Ediciones del Viento); Carlos Fidalgo por Septiembre negro (Edhasa Castalia); José María Merino por Musa décima (Alfaguara); Arcadio Pardo por De la naturaleza del olvido (La Isla de Siltolá); Pilar Salamanca por El olvido y otras cosas (Menoscuarto); Andrés Sorel por Antimemorias de un comunista incómodo (Península) y Jesús Hilario Tundidor por El acontecimiento poético (Cuadernos del Laberinto).

## XVI Edición (2018)
Los ganadores, ex aequo, fueron Ángel Vallecillo por su novela Akúside y José Luis Cancho por su obra autobiográfica Los refugios de la memoria.
El resto de autores finalistas fueron Rubén Abella por No habría sido igual sin la lluvia, Enrique Andrés Ruiz por La carroña, Verónica Fernández  por La librería de Michelle, Avelino Fierro por La vida a medias, Luis Ángel Lobato por Unos ojos en la travesía, Luis Mateo Díez por Vicisitudes, Andrés Martín  por Boreal y Gustavo Martín Garzo por No hay amor en la muerte.

### Fallo aplazado por el temporal
El fallo, previsto para el 28 de febrero de 2018, debió de aplazarse por el temporal que azotó a España en esa fecha y que interrumpió la comunicación ferroviaria con la ciudad de Ávila, donde debería haberse reunido el jurado. Finalmente, el jurado se reunió en Ávila el 14 de marzo de 2018 y pudo deliberar y emitir su fallo.

## XVII Edición (2019)
Resultó ganadora la obra Años de mayor cuantía de Tomás Sánchez Santiago. El jurado se reunió en el Palacio de los Verdugo de Ávila el 5 de marzo de 2019.
Quedaron como finalistas Todas nuestras víctimas de Luis Díaz Viana; Aquella orilla nuestra de Elvira Sastre; Los Caín de Enrique Llamas; Todo lo mejor de César Pérez Gellida; La ofrenda de Gustavo Martín Garzo; Mariluz y el largo etcétera de Alejandro Cuevas; El vuelo de las palomas de José Luis Alonso de Santos; Salmos de la lluvia de Asunción Escribano Hernández y El tiempo, tribunal de la historia de Reyes Mate.

## XVIII Edición (2020)
Ganaron ex aequo el monólogo teatral Mil amaneceres (Ayuntamiento de Valladolid) de José Luis Alonso de Santos y el libro de cuentos Fábrica de prodigios (Páginas de Espuma) de Pablo Andrés Escapa. El fallo se hizo público en el Palacio de los Verdugo de Ávila el 25 de febrero de 2020.
Anteriormente, el 12 de febrero de 2020, en la Casa de Zorrilla de Valladolid, se hicieron públicos los diez libros finalistas: aparte de los que resultaron ganadoren, fueron Sobre María Zambrano. Misterios encendidos (Siruela) de Antonio Colinas; Mi corazón visto desde el espacio (Menoscuarto) de Alejandro Cuevas; La Brigada 22 (Pepitas de Calabaza) de Emilio Gancedo; Una tumba en el aire (Galaxia Gutenberg) de Adolfo García Ortega; Jardín Gulbekian (Visor) de Juan Antonio González Iglesias; Todos los tiempos (Difácil) de Mauricio Herrero, Lumbre y ceniza (Devenir) de Yolanda Izard y Juventud de cristal (Alfaguara) de Luis Mateo Díez.

## XIX Edición (2021)
Ganó la novela Días de euforia (Alianza Editorial) de Pilar Fraile, primera mujer que recibió este premio. La reunión del jurado no pudo celebrarse de forma presencial en Ávila debido a la pandemia de COVID-19 en España y se hizo de forma telemática.
El 11 de febrero de 2021 se habían hecho públicos los finalistas en un acto en el Centro Cultural Gaya Nuño de Soria. Los autores seleccionados fueron Antonio Colinas, por En los prados sembrados de ojos; Luis Ángel Lobato, por Ritual de náufragos; David Refoyo, por El fondo del cubo; Noemí Sabugal, por Hijos del carbón; Enrique Llamas, por Todos estábamos vivos, Alberto Olmos, por Irene y el aire; Rubén Abella, por Ictus; José Gutiérrez Román, por Material de contrabando, Moisés Pascual Pozas, por Carrusel de sombras y Antonio Gamoneda por La pobreza.

## 2022: sin convocatoria
En 2022 no se convocó por decisión de la Consejería de Cultura dirigida por Javier Ortega, de Ciudadanos. Su sucesor, Gonzalo Santonja (designado por Vox), anunció la recuperación del premio en 2023.

## XX Edición (2023)
La vencedora fue Llego con tres heridas (Caballo de Troya) de Violeta Gil, primera novela de su autora.
Las obras finalistas fueron: Tratados de armonía (Siruela), de Antonio Colinas; Tostonazo (Blackie Books), de Santiago Lorenzo; Liturgia de los días (Un breviario de Castilla) (KRK Ediciones), de José Antonio Martínez Climent; Redención (La bella Varsovia), de David Refoyo; Facendera (Anagrama), de Óscar García Sierra; La belleza de lo pequeño (Eolas Ediciones), de Tomás Sánchez Santiago; Parte de lesiones (La uña rota), de María Velasco; Algo tendrá que ver el cine (Los Libros del Mississippi), de Ezequías Blanco y Solo triste de oboe (Castilla Ediciones), de Yolanda Izard.
El jurado se reunió el 22 de marzo de 2023 en el Palacio de la Isla de Burgos.

## XXI Edición (2024)
La novela ganadora fue Literatura barata de Alejandro Cuevas (editada por Menoscuarto).
El resto de obras finalistas fueron Jara Morta de Ángela Segovia (La uña rota), La sombra de la tierra de Elvira Mínguez (Espasa), La serenidad por fin de Mario Pérez Antolín (La Isla de Siltolá), La belleza de traducir… poesía de Natalia Carbajosa (Eolas), Helena de Luis Artigue (Eolas), La habitación del capitán de Encarnación Pisonero (Ars Poética), Ritual de la inocencia de José Luis Puerto (Reino de Cordelia), Los muertos no respetan el descanso de María Velasco (La uña rota) y El corazón del cíclope de José Antonio Abella (Menoscuarto).
El premio se falló en el Palacio de la Isla de Burgos.

## XX Edición (2025)
El jurado se reunió a finales de marzo de 2025 en el Palacio de la Isla de Burgos y decidió conceder ex aequo el premio a la novela Dice la sangre de Rubén Abella (Menoscuarto) y al libro de poemas Tampoco yo soy un robot de Amalia Iglesias (Vaso Roto).
Las obras finalistas fueron: Las brujas de Zarapayas de Daniel Cruz Sagredo (Diputación Provincial de Salamanca), La belleza de lo bienaventurado de Asunción Escribano (Eolas), Parque temático de Luciano García Lorenzo (Ñaque Editora), Ropa tendida de Óscar García Sierra (Anagrama),  Relatos de Celtiberia de Hernán Ruiz (Prames), Laberinto mar de Noemí Sabugal (Alfaguara), El que menos sabe de Tomás Sánchez Santiago (Eolas) y La hora del abejorro de Ángela Segovia (La Uña Rota).

## Exposición
En el año 2021, el Instituto Castellano y Leonés de la Lengua encargó al fotógrafo Asís G. Ayerbe un retrato de todos los ganadores del Premio. Con ellos se conformó la exposición Galaxia crítica, con la que se inauguró un nuevo espacio expositivo en el Paseo de la Isla de Burgos, con paneles al aire libre situados en el carril central del paseo.